# Robert Gilruth
Robert Rowe Gilruth (8/10/1913 – 17/8/2000) là một kỹ sư không gian và nhà tiên phong trong lĩnh vực thám hiểm vũ trụ người Mỹ, người đảm nhiệm vai trò là giám đốc đầu tiên của trung tâm điều hành các chuyến bay vũ trụ có người lái của NASA, về sau đổi tên thành Lyndon B. Johnson Space Center.
Ông làm việc tại National Advisory Committee for Aeronautics (NACA) từ năm 1937 đến năm 1958 và hậu thân sau đó của ns là NASA, cho đến khi nghỉ hưu vào năm 1973. Ông đã tiến hành nhiều cuộc thí nghiệm khởi đầu trong lĩnh vực các chuyến bay siêu âm và máy bay - tên lửa, và sau đó là tham gia các chương trình bay vào vũ trụ có người lái, bao gồm chương trình Mercury, Gemini, và Apollo.

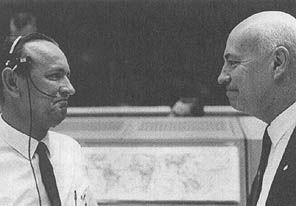
Giám đốc điều hành bay của NASA Chris Kraft (bên trái) và Gilruth tại Trung tâm điều khiển trong sứ mệnh Gemini 5